# 高砂丸
高砂丸（たかさごまる）は大阪商船の貨客船。太平洋戦争では特設病院船、戦争終結後は引揚船として運用された。

## 概要
文中、トン数表示のみの船舶は、一部の例外を除いて大阪商船の船舶である。

### 商業航海時代
大阪商船は1896年（明治29年）に大阪と基隆間の航路を台湾総督府命令航路として定期航海を下命され、遅れて同区間の航路を命令航路として下命された日本郵船との間で競争を繰り広げるが、大阪商船では、大型船の投入などで常に先手を打ってサービスの向上に努めた。大正時代までは「笠戸丸」（6,209トン）や「亜米利加丸」（6,030トン）、「蓬莱丸」（9,205トン）など他の船会社や外国からの購入船で占められていたが、昭和時代に入り、台湾航路向けとして初めての新造船となる「高千穂丸」（8,154トン）が竣工した。しかし時代の趨勢とともに台湾の重要度が増し、「高千穂丸」を拡大改良した貨客船が投入される事となった。これが「高砂丸」である。
「高砂丸」は1937年（昭和12年）4月28日に三菱重工業長崎造船所で竣工した。大阪商船の主任造船技師だった和辻春樹は「高千穂丸」に続いて客室部分の甲板の反りを廃止して極力水平に近づけ、居住性を高めた。その一方で、外観上は「高千穂丸」とは異なって流線型を多用するなど「美意識が潜んだデザイン」で纏め上げられた。機関部も改良が加えられ、機械室の主復水器の配置方法や主軸受けの位置を変更してスペースの縮小と重量軽減に取り組んだ。シーマージンは30%程度に設定され、「少し石炭を余分に焚くと忽ち20ノットに増速した」が、これは命令航路では到着時刻の厳守が規定されており、荒天時の航海での遅れを取り戻すための措置だった。大阪商船の台湾航路就航船の中で、文字通り「最大、最新、最高速」を誇ったが、スペック面では「高砂丸」の竣工に先立つ1ヵ月前に完成した近海郵船の「富士丸」（9,138トン）とほぼ同等であった。「高砂丸」の就航に先立ち、これまで台湾航路に就航していた「瑞穂丸」（8,506トン）は大連航路に転属となった。
竣工後は5月10日から12日に芝浦ふ頭で、5月18日に神戸港中突堤でそれぞれお披露目が行われ、神戸でのお披露目の2日後の5月20日に処女航海で基隆に向かった。「高砂丸」の運航スケジュールに関しては「高千穂丸」および「蓬莱丸」とともに月3往復の就航で、基隆行は神戸を正午に出港し、門司には翌日の未明に到着して正午に出港、2日後の正午に基隆に到着。逆の神戸行は午前11時に基隆を出港して2日後の午後1時に門司に到着し、午後5時に出港して翌日の午前10時に神戸に到着するという「高砂丸」専用のダイヤグラムが組まれ、「富士丸」を筆頭とする近海郵船の船舶とのサービス競争を繰り広げた。就航後間もなく日中戦争が勃発し、「高千穂丸」が一時日本陸軍に貸上げされたが、「高砂丸」は1941年（昭和16年）11月まで台湾航路に就航し続けた。

### 病院船時代
「高砂丸」は1941年（昭和16年）11月12日付で日本海軍に徴傭され、12月1日付で特設病院船として入籍する。12月20日まで三菱重工業神戸造船所で特設病院船としての艤装工事を行った後、連合艦隊主力部隊に配属される。12月23日に連合国側に「朝日丸」（日本郵船、9,326トン）および「氷川丸」（日本郵船、11,622トン）とともに病院船として船名を通告され、南方方面に出動する。
蘭印作戦の進捗に伴い、朝日丸では負傷者がさばききれないと見込まれたため、1942年（昭和17年）1月末から「朝日丸」に代わってダバオ方面で行動。3月からはマカッサルなどセレベス島方面を行動するが、4月26日に最初の災難に見舞われた。「高砂丸」はこの日の未明1時38分頃、南緯03度19分 東経127度27分 / 南緯3.317度 東経127.450度のアンボン近海を航行中にアメリカ潜水艦「ピカーレル」に発見された。「ピカーレル」は商船の煙を発見して戦闘配置を令した。4月26日に入ってすぐ、「ピカーレル」は艦首発射管から4本、艦尾発射管から1本の魚雷を発射し、1本が命中した。「ピカーレル」は浮上して目標を追跡し、さらに魚雷を2本発射したものの命中しなかった。そのうち、金剛丸級客船と思しき艦船が高速で「ピカーレル」の方に向かってくる気配があったので、「ピカーレル」はスコールにまぎれて戦場を離脱した。「ピカーレル」が「金剛丸級客船」と判断した艦船こそ他ならぬ「高砂丸」であり、「高砂丸」は魚雷の命中により舵と舵取機械および船体の一部を損傷した。
この攻撃に対する抗議は1943年（昭和18年）12月になってようやく行われたが、連合国側から昭和18年5月14日の「伊号第百七十七潜水艦」によるオーストラリア病院船「セントー」（3,222トン）の撃沈事件を持ち出される一幕もあった。また、アメリカ政府は「この攻撃はアメリカ側に高砂丸が病院船として通告される前の件」とする。ともあれ、「高砂丸」は修理のため後方に下がる事となった。
修理後はソロモン諸島方面に進出。ショートランド停泊中の11月1日に爆撃を受け、至近弾により損傷した。修繕後は再びトラック諸島やラバウルなど南東方面と、別府や横須賀などとの間での患者輸送や診療に従事するが、直接現地に赴いて患者を収容したほか、「氷川丸」や「天応丸」（6,076トン）から患者を託されて後送するパターンもあった。1944年（昭和19年）1月以降の第十八次航海は南西方面を行動し、マニラ、ダバオ、アンボン、クパン、スラバヤなどに点在する海軍病院や艦船、陸上部隊を巡って3月12日に佐世保に寄港の後、3月14日に呉に帰投。次の航海ではトラック、メレヨン島およびパラオ方面を巡るが、「高砂丸」はこの航海で二度目の災難に遭遇した。
パラオは「高砂丸」が向かう少し前の3月30日から3月31日にかけてアメリカ第58任務部隊（マーク・ミッチャー中将）の攻撃を受けたが（パラオ大空襲）、その際に艦載機の一部は環礁内および環礁に至る水道に機雷を投下して敷設した。環礁南方の水道は比較的安全と見られており、「高砂丸」も環礁に入る際は南方の水道から入るよう指示を受けていた。4月9日朝8時10分、「高砂丸」はヨオ水道を通過中に2発の磁気機雷に触雷し、翌4月10日までには後甲板まで浸水して沈没の危機に陥った。収容患者を近在の小島に避難させ、陸上部隊の応援を得た懸命の排水作業の結果、沈没は免れ、4月25日に機械室の排水が終わったのに続き、4月30日に全ての排水作業が終了して応急修理に取り掛かった。5月21日には全ての応急修理が完了し、患者および南洋庁関連の引揚者を乗せて5月26日にパラオを出港。6月3日に呉に帰投し、三菱重工業神戸造船所に回航されて本格的な修理が行われた。修理は9月16日までに終わり、9月16日に呉を出港してマニラに向かう。しかし、マニラ入港直前の9月21日午後にアメリカ第38任務部隊機の機銃掃射を受け、窓ガラスが破損するなどの被害を受けた。
また同じ9月21日の午前中には、海中からはアメリカ潜水艦「ハッド」が「高砂丸」を目撃しており、太平洋艦隊司令長官チェスター・ニミッツ大将の長男でハッド艦長のチェスター・W・ニミッツ・ジュニア少佐は、目撃した「高砂丸」のことを「美しい病院船」と戦時日誌に記した。ハッドは同日夜に測量艦「勝力」を撃沈しているが、「勝力」は「ハッド」に撃沈される前に「高砂丸」と同様に機銃掃射を受けて負傷者を出し、そのうち重傷者2名を行き逢った「高砂丸」に移送している。9月24日には北緯12度11分 東経119度48分 / 北緯12.183度 東経119.800度の地点で未知の暗礁に触れて右舷側の推進軸と船底を破損した。10月7日に呉に帰投の後、再び三菱重工業神戸造船所で修理が行われた。この頃、「高砂丸」の船底に300トン容量の重油タンクが設置される工事が行われようとしていたが、「良識派の意見」が通って工事直前に中止になった。
1945年（昭和20年）に入っても「高砂丸」は精力的に行動を続けた。2月は台湾方面を行動したが、2月28日午後に北緯23度17分 東経117度28分 / 北緯23.283度 東経117.467度の地点で3機のB-25の機銃掃射を受け、船体に若干に被弾があった。3月19日には呉軍港空襲のとばっちりで至近弾3発を受け、4月26日にも別府出港直後に瀬戸内海で触雷したが、いずれも大事には至らなかった。極めつけの出来事は7月に起こった。7月3日、ウェーク島に向かっていた「高砂丸」はアメリカ駆逐艦「マリー」 (USS Murray, DD-576) の臨検を受けた。上空では1機のB-24が監視飛行を行っており、4時間半もの臨検により食糧にチェックが入ったが、これは大きな意味を持っていた。主戦場から置き去りにされたウェーク島では食糧が極端に欠乏し、在ウェーク島の陸海軍部隊将兵はほぼ全員が栄養失調状態に陥っていたが、潜水艦による補給では十分に食糧を賄う事ができなかった。「高砂丸」の搭載していた食糧は、アメリカ軍側に「在ウェーク島の陸海軍部隊将兵に渡す食糧」として見られたのか「高砂丸が国際法違反の「病院船による食糧輸送」を企図している」と疑いをかけられ、翌7月4日にウェーク島に入港して患者の収容を行った際にも、上空では2機のアメリカ軍機が監視飛行を行い収容時間自体も6時間に限定され、帰途にも再び駆逐艦の臨検を受けた。結果的には往路で臨検を受けたことにより患者収容しか行わなかった事もあってか、「シロ」判定となって咎めはなかった。

### 引揚船時代

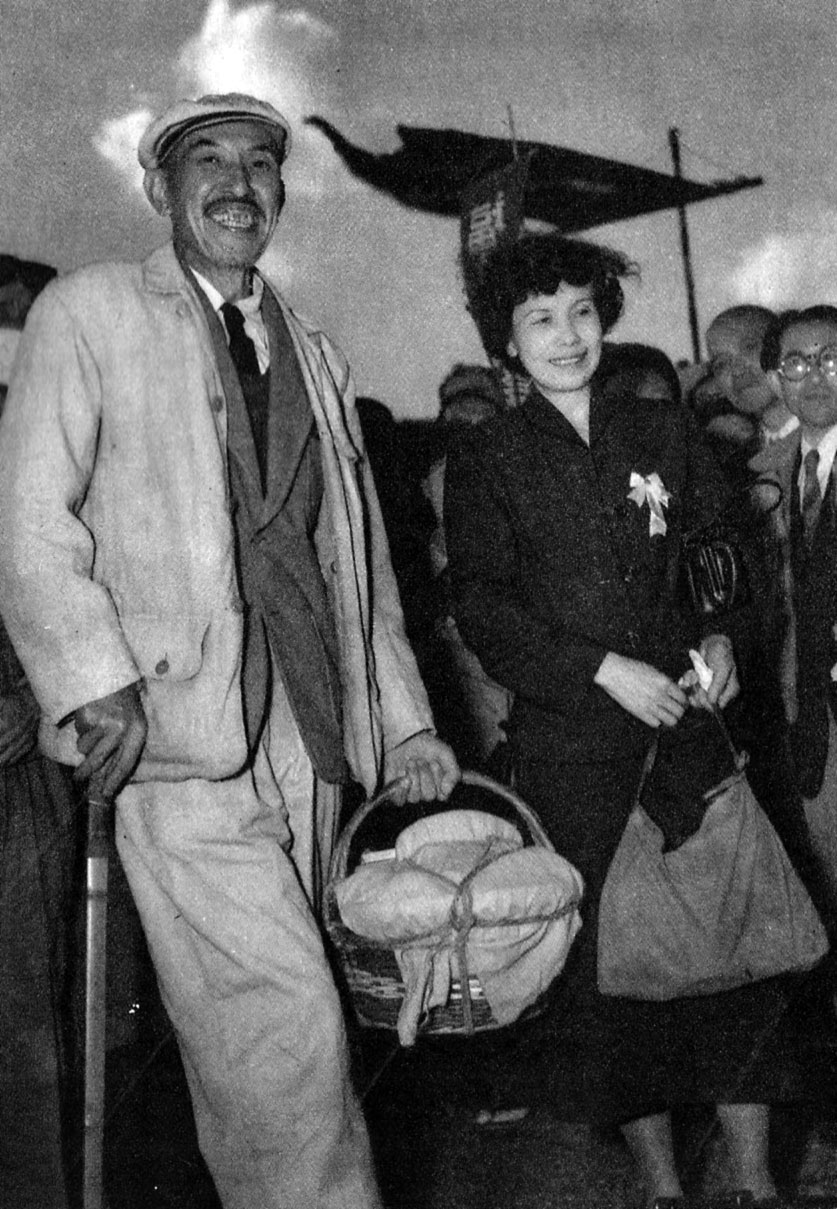
「高砂丸」で帰国した内田吐夢（1953年10月、舞鶴にて撮影）

8月15日に終戦を迎えて間もない9月1日、「高砂丸」は東京港を出港してメレヨン島に急行。餓死寸前に陥っていたメレヨン島の陸軍独立混成第五〇旅団を収容し日本に帰還。同年9月26日、別府港に1700人が上陸した。終戦後、GHQの日本商船管理局（en:Shipping Control Authority for the Japanese Merchant Marine, SCAJAP）によりSCAJAP-T014の管理番号を与えられた。10月5日、特設艦船籍から除かれた。
12月1日、第二復員省の開庁に伴い、呉地方復員局所管の特別輸送船に定められ、上海方面からの引揚輸送に任じる。1949年（昭和24年）からは、ナホトカからのシベリア抑留兵士輸送に転じ、ナホトカと舞鶴との間を往復した。その第一陣2,030名を輸送した際、船内ではいわゆる「洗脳集団」が貴賓室などに陣取って毎朝インターナショナルを高唱し、そうでない者は船倉の隅に押しやられていた。1952年（昭和27年）からの中華人民共和国からの引揚輸送にも「興安丸」（東洋郵船、7,079トン）とともに従事した。なお、1946年（昭和21年）8月15日、「高砂丸」は特別輸送船の定めを解かれ、同月20日付で解傭された。

戦後の大阪商船は、「高砂丸」をどう起用するか持て余していたと見る向きがある。台湾が終戦により日本の領土でなくなったこともあったが、同じく戦争を生き延びた「氷川丸」が国内航路、次いでヨーロッパ航路、ついには古巣のシアトル航路に返り咲いたのとは対照的であった。1951年（昭和26年）頃には移民船として南米航路への転用が計画されていたが、石炭焚であったことと国会で計画の予算が削減されたことがネックとなり、転用は実現しなかった。その後、一連の引揚輸送に目処がついた後に因島に係留され、1956年（昭和31年）3月23日に解体のため名村造船所に売却、大阪堺港にて解体された。

## 病院長/船長
1. 金澤信太郎 軍医大佐：1941年12月1日[54] - 1942年10月10日
2. 川島秀志 軍医大佐：1942年10月10日[55] - 1943年10月25日
3. 伊藤實 軍医大佐：1943年10月25日[56] - 1944年6月25日
4. 濱田司 軍医中佐：1944年6月25日 - 1944年8月15日
5. 松見茂雄 軍医大佐：1944年8月15日[57] - 1945年5月11日
6. 柿坂狷介 軍医大佐/第二復員官：1945年5月11日[58] - 1946年3月11日
7. 臼田正雄 第二復員官/第二復員事務官/復員事務官：1946年3月11日[59] - 1946年8月15日[注釈 8]